# Fazer a cabeça
As primeiras notícias que se tem da expressão fazer a cabeça no folclore brasileiro datam da época da colonização, quando da chegada dos negros no país. A expressão definiu um ritual das religiões afro-brasileiras, em que a cabeça do filho de um determinado santo era feita. Dentre outras coisas, ela era raspada e um pequeno corte era feito no ponto central de sua cabeça. Este ritual representava o reconhecimento de um novo estado evolutivo espiritual do filho-de-santo que ali estava.

## Variações linguísticas
Considerando as variantes da língua, pode-se relacionar algumas expressões que são típicas de certos grupos, como etnias, ou a regionalismo.
No caso de fazer a cabeça, não se trata de bilinguismo, mas de uma expressão que se originou de uma etnia e que atualmente é usada corriqueiramente no Brasil, inclusive com outros significados, como em feitura de santo no candomblé; "fazer Bar-Mitzvá", no judaísmo, e outras variantes.
Mais recentemente, por volta de 1960 tornou-se uma expressão folclórica da cultura brasileira, considerada no país como uma expressão carioca, por ser muito característica deste estado do país, porém a expressão é bastante disseminada em outras regiões do Brasil. Muito embora, a expressão possa ser usada para diversos sentidos, apenas a gíria "fazendo a cabeça" é considerada de origem carioca.
Fazer a cabeça pode indicar que uma decisão será tomada (tomar uma decisão), que uma posição está sendo tomada sobre um determinado assunto (posicionamento) ou ainda que alguém ou um grupo de pessoas está influenciando alguém ou um outro grupo de pessoas (influenciar), como por exemplo nas frases: Fulano fez a cabeça de Beltrano, significando que o primeiro convenceu o segundo. Pode-se ainda utilizar a expressão para indicar que uma determinada pessoa é uma pessoa legal, confiável, neste caso diz-se esta pessoa é cabeça feita.
Recentemente o termo vem sendo usado também em uma linguagem popular em grandes cidades, mais urbana, referindo a algo prazeroso que realmente satisfaz seu usuário. "As ondas hoje na praia fizeram a cabeça dos surfistas"

## Cronologia
No meio jovem, de 1960 e até hoje, alguém que estava muito bem informado sobre determinado assunto, ou que entendia determinado assunto recebia e ainda recebe a denominação pelo termo.
Hoje se emprega o termo cabeção, pessoa inteligente ou estudiosa entre os adolescentes, sendo esta uma expressão mais moderna, características dos dias atuais.
A expressão "cabeça feita" pode ainda se referir ao uso de substância psicoativas tais como os da erva maconha.
Paulo Freire, na década de 70, chamou atenção para o termo, utilizando o modismo da época, para argumentar que, a expressão "fazer a cabeça" negava a capacidade do outro produzir algo à sua maneira. Paulo Freire criticou, argumentando que os meios de comunicação deveriam ser usados criteriosamente, com cuidado do que seria exposto, sem no entanto limitar sua liberdade.